# I’ll be back
«I’ll be back» (с англ. — «Я вернусь») — ставшая крылатой фраза андроида Т-800 из фильма «Терминатор», произносимая Арнольдом Шварценеггером. Фраза занимает 37-ю позицию в списке 100 известных цитат из американских фильмов за 100 лет по версии AFI.

## Повторное использование

### Самоцитаты
Фраза «I’ll be back» в том или ином варианте была использована Шварценеггером в фильмах, одном сериале и одной игре:
- Терминатор (1984) — «I’ll be back» — «Я вернусь»
- Коммандо (1985) — «I’ll be back, Bennett!» — «Я вернусь, Беннетт»
- Без компромиссов (1986) — «I’ll be right back» — «Я сейчас вернусь»
- Бегущий человек (1987) — «Killian, I’ll be back!» — «Киллиан, я вернусь»
- Близнецы (1988) — «If you’re lying to me, I’ll be back!» — «Если ты соврал мне, я вернусь»
- Детсадовский полицейский (1990) — «I’m back!» — «Я вернулся»
- Вспомнить всё (1990) — «I’ll be back!» — «Я вернусь»
- Терминатор 2: Судный день (1991) — «Stay here, I’ll be back.» — «Будьте здесь, я вернусь.»
- Последний киногерой (1993) — «I’ll be back… Ha! Bet you didn’t expect me to say that!» — «Я вернусь. Ха! Спорим, ты не ожидал, что я это скажу!»
- Шестой день (2000) — «I may be back…» — «Я, может быть, вернусь»
- игра Tom and Jerry in Infurnal Escape (2002) — Спайк говорит слова «I’ll let you cook for a few hours and I'll be back!» — «Оставлю тебя готовиться на пару часов, а потом вернусь!»
- Терминатор 3: Восстание машин (2003) — «She’ll be back» и «I’m back!» — «Она вернется» и «Я вернулся»
- Неудержимые 2 (2012)  — произносит фразу «I’m back» и позже «I’ll be back» — «Я вернулся» и «Я вернусь». В момент перестрелки в аэропорту герой Шварценеггера говорит фразу: «Я быстро метнусь за патронами и вернусь», на что герой Брюса Уиллиса отвечает ему: «Ты уже достаточно возвращался. Я вернусь.»; фразу героя Уиллиса герой Шварценеггера комментирует как «Йиппи-ка-йей.», что является отсылкой к фильму Крепкий орешек.
- Терминатор: Генезис (2015) — «I’ll be back» — «Я вернусь»
- Терминатор: Тёмные судьбы (2019) — «I'll be back» — «Я вернусь» говорит Сара Коннор. Т800 прощается со своей "семьёй": "I won't be back" — «Я не вернусь»
- сериал «ФУБАР» (2023) — I’m back, baby («Я вернулся, малышка»)[2]

### Пародии
Фраза неоднократно пародировалась:
- «Рэмбо 2» (1985) - После освобождения Джоном Рэмбо первого заложника, пленник расказывает что остались еще другие, на что Рэмбо отвечает «Я еще вернусь»
- «Стой! Или моя мама будет стрелять» (1992) — Эту фразу использует герой Эстель Гетти — Тутти Бамовски, когда она угрожает Парнелу: «На сегодня все, но запомните, я ещё вернусь!», что вызывает реакцию у героя Сталлоне, что так говорят терминаторы.
- «Парень из Энсино» (Замороженный калифорниец) (1992) — фразу произносит один из главных героев — Линк.
- «В поисках приключений» (1996) — фразу произносит герой Ван-Дамма.
- «Американский пирог» (1999) - Ботан Шерман произносит фразу на вечеринке перед попыткой сблизиться с девушкой
- «Восьмая миля» (2002) - Герой Эминема говорит своему напарнику по работе «Я вернусь» когда появляется его подруга
- «Неоспоримый 2» (2006) — в конце фильма Джордж Чемберс произносит «Я вернусь».
- «Терминатор: Да придёт спаситель» (2009) фразу произносит Джон Коннор.
- «Симпсоны» - практически каждый персоннаж произносит данную фразу хотя бы раз за сериал
- «Мыши-байкеры с Марса» - фразу произносит Дроссель своей подруги перед отьездом
- «Акулий торнадо 4: Пробуждение» — фразу произносит девушка-киборг, сбегая из лаборатории отца в поисках мужа.
- «Последний бойскаут» — произносит герой Дэймона Уайанса в финальной сцене фильма.
- Brawl Stars (2017) — Рико произносит фразу при смерти «I’ll be back» — «Я вернусь»

## Использование фразы
В июне 2010 года Дмитрий Медведев, будучи в должности российского президента, во время визита в Калифорнию встречался с Арнольдом Шварценеггером, который занимал на тот момент пост губернатора штата. Прощаясь, президент России сказал: «I’ll be back» и добавил: «Hasta la vista». Шварценеггер отметил в своём микроблоге Twitter, что такой ход Медведева ему понравился.
На телеканале «Пятница!», в анонсе кулинарного шоу «Битва шефов», Константин Ивлев и Ренат Агзамов в стиле Терминатора начинают спорить кто «I’ll be back» из них.